# IC 4390
IC 4390 је спирална галаксија у сазвјежђу Кентаур која се налази на листи објеката дубоког неба у Индекс каталогу.
Деклинација објекта је - 44° 58' 42" а ректасцензија 14h 16m 59,3s. Привидна величина (магнитуда) објекта IC 4390 износи 13,0 а фотографска магнитуда 13,8. IC 4390 је још познат и под ознакама ESO 271-28, MCG -7-29-12, FAIR 327, IRAS 14137-4444, PGC 51015.